# Kathy Bates

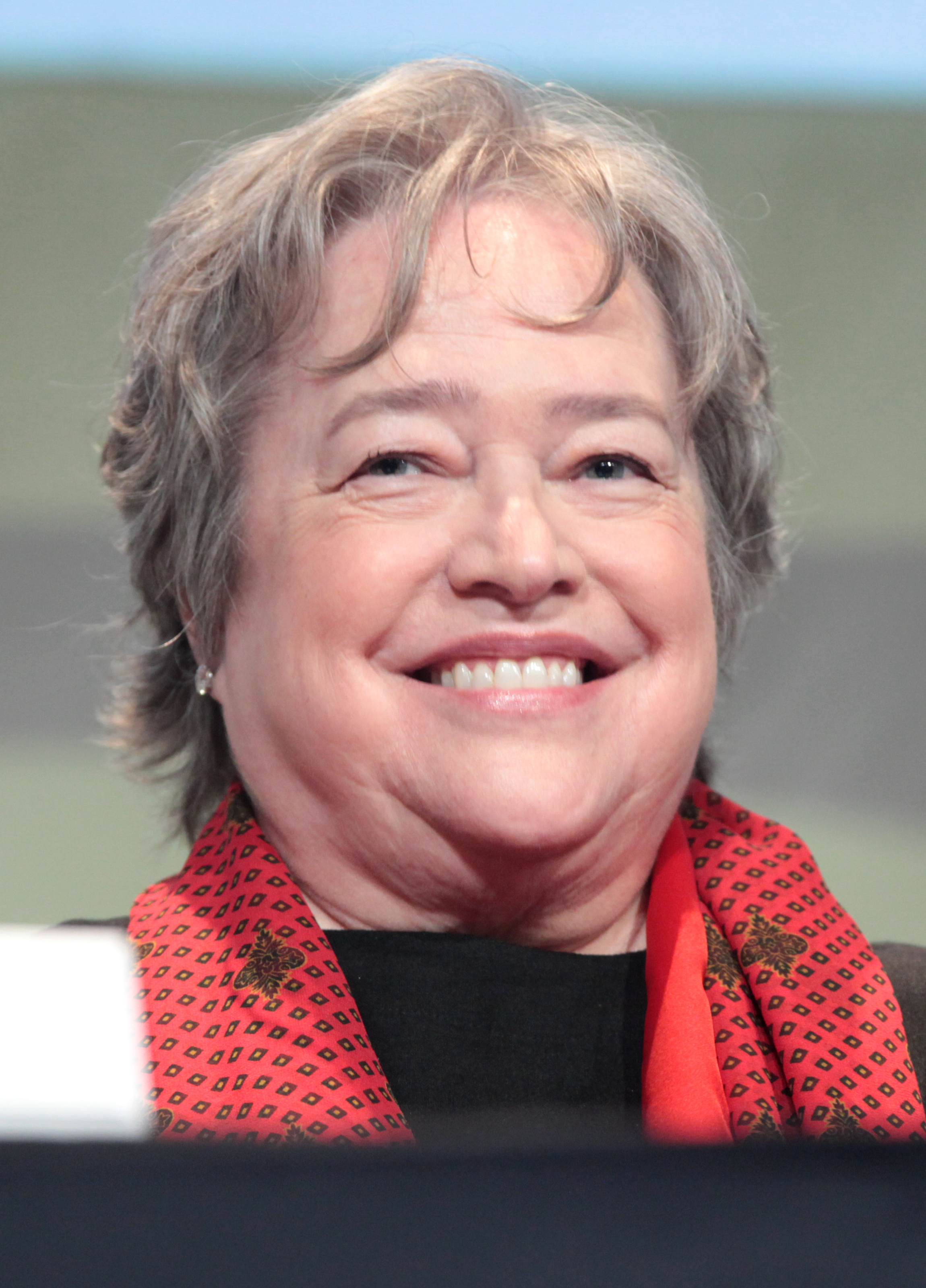
Kathy Bates auf der San Diego Comic Con (2015)

Kathleen Doyle „Kathy“ Bates (* 28. Juni 1948 in Memphis, Tennessee) ist eine US-amerikanische Schauspielerin und Regisseurin. Im Laufe ihrer über sechs Jahrzehnte dauernden Karriere erhielt sie zahlreiche Auszeichnungen, darunter einen Oscar, zwei Emmys und zwei Golden Globe Awards.

## Leben

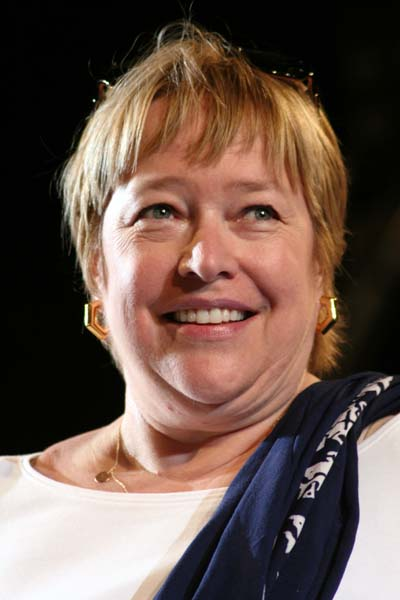
Kathy Bates im Juli 2006

Kathy Bates wuchs in Memphis als jüngstes von drei Kindern des Ingenieurs Langdon Doyle Bates und Bertye Kathleen Bates auf. Ihr Ururgroßvater war Emigrant aus Irland und wurde Leibarzt des US-Präsidenten Andrew Jackson. Sie schloss 1969 ein Studium der Theaterwissenschaften an der Southern Methodist University ab. Nach dem Studium ging sie nach New York City, um ihre Schauspielkarriere voranzutreiben.
Sie begann ihre Karriere zunächst am Broadway, sie spielte unter anderem in Lanford Wilsons Fifth of July und in Come Back to the Five and Dime, Jimmy Dean, Jimmy Dean (Regie: Robert Altman) zusammen mit Karen Black und Cher. 1983 erhielt sie für ihre Rolle in Nacht, Mutter eine Tony-Award-Nominierung. Diese mehrfach ausgezeichnete Produktion wurde über ein Jahr aufgeführt.
Ihre erste Filmrolle erhielt sie in der Komödie Taking Off des tschechischen Regisseurs Miloš Forman; außerdem steuerte Bates (im Cast als ‚Bobo Bates‘) den selbstkomponierten Song Even Horses Had Wings bei. 1978 spielte sie neben Dustin Hoffman in Straight Time, beide spielten 1990 erneut zusammen in Warren Beattys Dick Tracy. Es folgten Rollen in kleineren Filmen und Gastrollen in TV-Produktionen wie L.A. Law, bevor sie 1990 die Hauptrolle im Film Misery bekam. Für diese Rolle wurde sie sowohl mit einem Oscar als auch einem Golden Globe ausgezeichnet.
1991 spielte sie eine der Hauptrollen neben Mary Stuart Masterson und Jessica Tandy in Grüne Tomaten. Eine ebenfalls viel beachtete Hauptrolle übernahm sie 1995 in dem Film Dolores, für die sie unter anderem eine Nominierung für den Saturn Award erhielt. 1997 übernahm sie die Rolle der Margaret „Molly“ Brown in James Camerons Titanic. Sie spielte 1998 neben John Travolta und Emma Thompson im Drama Mit aller Macht; für die Rolle der politischen Beraterin Libby Holden erhielt sie unter anderem eine Oscar- und eine Golden-Globe-Nominierung für die beste Nebenrolle. 2002 wurde sie für den Film About Schmidt ebenfalls für beide Preise nominiert. 2006 spielten sie und Terry Bradshaw die Eltern von Matthew McConaugheys Figur im Film Zum Ausziehen verführt. Zwischen 2011 und 2012 war sie in einer Hauptrolle in der NBC-Serie Harry’s Law zu sehen. Von 2013 bis 2016 gehörte sie außerdem dem Ensemble der Serie American Horror Story an. Nachdem sie 2017 aussetzte kehrt sie 2018 für die 8. Staffel zurück. Im Jahre 2016 bekam sie für ihr Lebenswerk einen Stern auf dem Hollywood Walk of Fame.
Neben der Schauspielerei ist Kathy Bates auch als Regisseurin tätig. Sie führte unter anderem in mehreren Episoden der Fernsehserien Everwood und Six Feet Under – Gestorben wird immer Regie, in denen sie auch Gastauftritte hatte. Ihre ständige deutsche Synchronstimme ist Regina Lemnitz. 

## Privates
Bates war von 1991 bis 1997 mit Tony Campisi verheiratet. 2003 stellte man bei ihr Eierstockkrebs fest, sie trat 2009 damit an die Öffentlichkeit. 2012 wurde bei ihr Brustkrebs festgestellt, daraufhin unterzog sie sich einer beidseitigen Mastektomie.

## Filmografie (Auswahl)
- 1971: Taking Off
- 1978: Stunde der Bewährung (Straight Time)
- 1982: Komm zurück, Jimmy Dean (Come Back to the Five and Dime, Jimmy Dean, Jimmy Dean)
- 1983: Zwei vom gleichen Schlag (Two of a Kind)
- 1986: Der Morgen danach (The Morning After)
- 1986: Johnny Bull (Fernsehfilm)
- 1986: Cagney & Lacey (Schmuck einer Toten, Fernsehserie, Folge 6x09)
- 1987: Liebe mit Biss (My Best Friend Is a Vampire)
- 1987: In der Glut des Sommers (Summer Heat)
- 1988: Arthur 2 – On the Rocks
- 1989: Death Strip (High Stakes)
- 1990: Dick Tracy
- 1990: Misery
- 1990: Frühstück bei ihr (White Palace)
- 1991: Grüne Tomaten (Fried Green Tomatoes)
- 1991: Schatten und Nebel (Shadows and Fog)
- 1991: Die Straße nach Mekka (The Road to Mecca)
- 1992: Zauberhafte Zeiten (Prelude to a Kiss)
- 1992: Die Herbstzeitlosen (Used People)
- 1993: Verlorene Jahre (Hostages)
- 1994: Stephen Kings The Stand – Das letzte Gefecht (The Stand)
- 1994: North
- 1995: Dolores
- 1995: Angus – voll cool (Angus)
- 1996: Diabolisch (Diabolique)
- 1996: The War at Home
- 1997: Titanic
- 1997: Amy Foster – Im Meer der Gefühle (Swept from the Sea)
- 1998: Zivilprozess (A Civil Action)
- 1998: Mit aller Macht (Primary Colors)
- 1998: Waterboy – Der Typ mit dem Wasserschaden (The Waterboy)
- 1998: Hinterm Mond gleich links (3rd Rock from the Sun, Fernsehserie, Folge 4x20)
- 1999: Annie – Weihnachten einer Waise (Annie)
- 2001: American Outlaws
- 2001: Rat Race – Der nackte Wahnsinn (Rat Race)
- 2002: Love Liza
- 2002: My Sister’s Keeper (Fernsehfilm)
- 2002: Im Zeichen der Libelle (Dragonfly)
- 2002: About Schmidt
- 2002: Wer tötete Victor Fox? (Unconditional Love)
- 2003–2005: Six Feet Under – Gestorben wird immer (Six Feet Under, Fernsehserie, 10 Folgen)
- 2004: Die Brücke von San Luis Rey (The Bridge of San Luis Rey)
- 2004: In 80 Tagen um die Welt (Around the World in 80 Days)
- 2004: Die Ex-Freundinnen meines Freundes (Little Black Book)
- 2005: Wo die Liebe hinfällt … (Rumor Has It…)
- 2005: Warm Springs
- 2006: Relative Strangers – Eltern und andere Katastrophen (Relative Strangers)
- 2006: Guilty Hearts
- 2006: Zum Ausziehen verführt (Failure to Launch)
- 2006: Bonneville – Reise ins Glück (Bonneville)
- 2007: Die Gebrüder Weihnachtsmann (Fred Claus)
- 2007: Der goldene Kompass (The Golden Compass, Stimme)
- 2007: P.S. Ich liebe Dich (P.S. I Love You)
- 2008: Der Tag, an dem die Erde stillstand (The Day the Earth Stood Still)
- 2008: Zeiten des Aufruhrs (Revolutionary Road)
- 2008: The Family That Preys
- 2009: Chéri – Eine Komödie der Eitelkeiten (Chéri)
- 2009: Blind Side – Die große Chance (The Blind Side)
- 2009: Alice im Wunderland (Alice, Fernsehzweiteiler)
- 2010: Valentinstag (Valentine’s Day)
- 2010–2011: Das Büro (The Office, Fernsehserie, 8 Folgen)
- 2011: Midnight in Paris
- 2011: Küssen verboten! – Honeymoon mit Hindernissen (You May Not Kiss The Bride)
- 2011: Kein Mittel gegen Liebe (A Little Bit of Heaven)
- 2011–2012: Harry’s Law (Fernsehserie, 34 Folgen)
- 2012: Two and a Half Men (Fernsehserie, Folge 9x22)
- 2013–2016, 2018: American Horror Story (Fernsehserie, 49 Folgen)
- 2014: Tammy – Voll abgefahren (Tammy)
- 2014: Der Chor – Stimmen des Herzens (Boychoir)
- 2014–2015: Mike & Molly (Fernsehserie, 2 Folgen)
- 2016: Gilly Hopkins – Eine wie keine (The Great Gilly Hopkins)
- 2016: The Boss
- 2016: Bad Santa 2
- 2017: Feud – Die Feindschaft zwischen Bette und Joan (Feud: Bette and Joan, Fernsehserie, 5 Folgen)
- 2017: Krystal
- 2017–2018: Disjointed (Fernsehserie, 20 Folgen)
- 2018: The Big Bang Theory (Fernsehserie, 3 Folgen)
- 2018: The Death and Life of John F. Donovan
- 2018: Die Berufung – Ihr Kampf für Gerechtigkeit (On the Basis of Sex)
- 2019: The Highwaymen
- 2019: Der Fall Richard Jewell (Richard Jewell)
- 2020: Home
- 2023: Are You There God? It’s Me, Margaret.
- 2023: The Miracle Club
- 2024: The Great Lillian Hall
- 2024: A Family Affair
- 2024: Summer Camp
- seit 2024: Matlock (Fernsehserie)

## Auszeichnungen
Oscar (4 Nominierungen, davon 1 Auszeichnung)
Auszeichnungen:
- 1991: Beste Hauptdarstellerin für Misery

Nominierungen:
- 1999: Beste Nebendarstellerin für Mit aller Macht
- 2003: Beste Nebendarstellerin für About Schmidt
- 2020: Beste Nebendarstellerin für Der Fall Richard Jewell

Golden Globe (sieben Nominierungen, davon zwei Auszeichnungen)
Auszeichnungen:
- 1991: Beste Hauptdarstellerin – Drama für Misery
- 1997: Beste Nebendarstellerin – Serie, Mini-Serie oder TV-Film für The Late Shift

Nominierungen:
- 1992: Beste Hauptdarstellerin – Komödie oder Musical für Grüne Tomaten
- 1999: Beste Nebendarstellerin – Serie, Mini-Serie oder TV-Film für Annie
- 1999: Beste Nebendarstellerin für Mit aller Macht
- 2003: Beste Nebendarstellerin für About Schmidt
- 2015: Bester Nebendarsteller – Serie, Mini-Serie oder TV-Film für American Horror Story
- 2020: Beste Nebendarstellerin für Der Fall Richard Jewell

Screen Actors Guild Awards (acht Nominierungen, davon zwei Auszeichnungen)
Auszeichnungen:
- 1997: Beste Hauptdarstellerin – Fernsehfilm oder Mini-Serie für The Late Shift
- 1999: Beste Nebendarstellerin für Mit aller Macht

Nominierungen:
- 1998: Bestes Schauspielensemble für Titanic
- 2000: Beste Hauptdarstellerin – Fernsehfilm oder Mini-Serie für Annie
- 2003: Beste Hauptdarstellerin – Fernsehfilm oder Mini-Serie für My Sister’s Keeper
- 2003: Beste Nebendarstellerin für About Schmidt
- 2012: Bestes Schauspielensemble für Midnight in Paris
- 2012: Beste Darstellerin in einer Fernsehserie – Drama für Harry’s Law

Emmy (Vierzehn Nominierungen, zwei Auszeichnungen)
Auszeichnungen:
- 2012: Beste Gastdarstellerin – Comedy-Serie für Two and a Half Men
- 2014: Beste Nebendarstellerin – Fernsehfilm oder Mini-Serie für American Horror Story

Nominierungen:
- 1996: Beste Nebendarstellerin – Fernsehfilm oder Mini-Serie für The Late Shift
- 1999: Beste Gastdarstellerin – Comedy-Serie für Hinterm Mond gleich links
- 1999: Beste Regie – Fernsehfilm oder Mini-Serie für A&E
- 2000: Beste Nebendarstellerin – Fernsehfilm oder Mini-Serie für Annie
- 2003: Beste Gastdarstellerin – Drama-Serie für Six Feet Under
- 2005: Beste Nebendarstellerin – Fernsehfilm oder Mini-Serie für Warm Springs
- 2006: Beste Hauptdarstellerin – Fernsehfilm oder Mini-Serie für Ambulance Girl
- 2010: Beste Nebendarstellerin – Fernsehfilm oder Mini-Serie für Alice
- 2011: Beste Hauptdarstellerin – Drama-Serie für Harry’s Law
- 2012: Beste Hauptdarstellerin – Drama-Serie für Harry’s Law
- 2015: Beste Nebendarstellerin – Fernsehfilm oder Mini-Serie für American Horror Story
- 2016: Beste Nebendarstellerin – Fernsehfilm oder Mini-Serie für American Horror Story

Satellite Awards (fünf Nominierungen, eine Auszeichnung)
Auszeichnungen:
- 1996: Beste Nebendarstellerin – Fernsehfilm oder Mini-Serie für The Late Shift

Nominierungen:
- 1998: Beste Nebendarstellerin für Mit aller Macht
- 1999: Beste Hauptdarstellerin – Fernsehfilm oder Mini-Serie für Annie
- 2002: Beste Hauptdarstellerin – Fernsehfilm oder Mini-Serie für My Sister’s Keeper
- 2002: Beste Nebendarstellerin für About Schmidt

Goldene Himbeere (eine Nominierung)
Nominierungen:
- 1995: Schlechteste Nebendarstellerin für North